# Vargklobben
Vargklobben är en ö i Finland. Den ligger i Skärgårdshavet och i kommunen Pargas i den ekonomiska regionen  Åboland i landskapet Egentliga Finland, i den sydvästra delen av landet. Ön ligger omkring 48 kilometer väster om Åbo och omkring 200 kilometer väster om Helsingfors. 
Öns area är 2,4 hektar och dess största längd är 270 meter i nord-sydlig riktning. Närmaste större samhälle är Tövsala, 16,1 km nordost om Vargklobben.